# Мирошниченко, Григорий Ильич
Григорий Ильич Мирошниченко (9 января 1904 — 26 апреля 1985) — русский советский писатель, прозаик, редактор, автор повести «Юнармия».

## Биография
Родился 9 января 1904 года в станице Степано-Ефремовская Миллеровского района Ростовской области в семье рабочего-железнодорожника. В 10 лет подрабатывал уборщиком железнодорожного вокзала в Пятигорске. В годы гражданской войны, в 16 лет, был командиром кавалерийского полка, принимал участие в боях с войсками белого движения. Участвовал в боях за города Грозный, Баладжары, Баку, Астара, Ленкорань.
С Красной Армией прошёл войну от Кубани до границ Ирана. Свою жизнь он описал в автобиографической книге «Юнармия».
После гражданской войны Григорий Мирошниченко работал слесарем депо станции Невинномысская. В 1922 году вступил в комсомол, потом в партию. В депо он создал комсомольскую ячейку. Боролся с бандитизмом, участвуя в частях особого назначения, участник разгрома белых соединений Шкуро, Покровского, Улагая, Султана Клыч-Гирея, банды Криворота и других.
В 1923 году написал свою первую книгу-пьесу о красноармейцах, выступал со статьями в краевой газете, центральных газетах и журналах. Был знаком с писателем Максимом Горьким, что решило его судьбу.
Член ВКП(б) с 1927 года.
В 1928 году переезжает в Ленинград и поступает учиться в Комвуз. В 1935 году оканчивает учёбу в Военно-политической академии, занимался литературным творчеством. Были изданы его книги: «Винтовки», «Крутые берега» и «Юнармия». Написал повести «Матрос Назукин», «Именем революции» и «Танкист Дудко».
Совместно с А. М. Горьким работает над созданием серии книг по истории фабрик и заводов, редактирует журнал «Литературный современник».
В 1937—1939 годах был секретарём парторганизации ленинградского отделения Союза советских писателей СССР.
Был известен как автор многочисленных доносов на писателей, приводивших к репрессиям. Так, он написал донос на детского писателя Николая Ивановича Спиридонова (Тэки Одулок): "Следователь Спиридонова, сержант ГБ В. И. Куберский, добывал компрометирующие материалы и в Институте народов Севера, и в «Детиздате». Так, 26 июня 1937 года писатель Г. Мирошниченко написал на имя Куберского о Спиридонове: «...Вел он себя все время, как-то странно, что являлось подозрительным — член партии с 1925 года, а не знает, что значит мнение парт<ийного> собрания... Он намерился ехать в Мурманск. Я зная, что Мурманск становится одной из наших военных баз — подумал — не разведать ли кое-что он хочет... Книга его, неизвестно почему, получила очень широкое распространение за границей, и, если не ошибаюсь, она была издана в Японии. Не знаю точно, но мне кажется, все дороги ведут туда». Мирошниченко указал чекистам и другие сомнительные имена — писателей И. Шорина («чуждый нам человек... сын кулака») и В. Бианки («требует особого внимания»). Г. Мирошниченко также был одним из организаторов ареста Н. Заболоцкого в 1938 году. 23 декабря 1964 года писательница Вера Кетлинская на партийном собрании Союза писателей в Ленинграде публично обвинила Мирошниченко в доносительстве: "Вы помните, как уже после смерти Сталина у нас на собрании выступила Лена Рывина, которая никогда, кажется, у нас не выступает, и сказала: “Мы тебя, Григорий Ильич, боялись всю жизнь, потому что знали, что и оклевещешь, и донос напишешь. А теперь я говорю тебе: хватит, не боюсь”".
В годы Великой Отечественной войны воевал на фронтах. Полковой комиссар. Был заместителем начальника оперативной группы писателей при военном совете Балтийского флота, начальником литературного отдела в газете «Краснознамённый Балтийский флот». Сражался в Таллине, участвовал в переходе кораблей Балтийского флота из Таллина в Кронштадт в августе 1941 года, защищает Ленинград. В Ленинграде написал книгу о моряках-балтийцах — «Гвардии полковник Преображенский». Демобилизован в феврале 1945 года.
В 1949 году вышла его первая книга трилогии «Азов».
В 1960 году вышла в свет вторая книга — «Осада Азова». Из-за смерти писателя в 1985 году трилогия осталась незаконченной.
В 1964 году был исключён из КПСС, формально был обвинён в том, что живёт на нетрудовые доходы, — сдавал дачу, а также в том, что избивал свою жену; через несколько лет был восстановлен в партии.
Умер в 1985 году в Ленинграде. Григорий Мирошниченко написал завещание, согласно которому он хотел захоронить урну со своими прахом в Азове. Это его желание было исполнено администрацией города: урна с его прахом и памятник писателю находятся на площади у Речного вокзала.

## Труды

### Романы
- Винтовки
- Гвардии полковник Преображенский
- Трилогия:
  - 1949 — Азов
  - 1960 — Осада Азова
  - Слава Азова (не окончена)
- 1971 — Ветер Балтики
- Балтийские рассказы
- Повести военных лет

### Повести
- Юнармия
- Матрос Назукин
- Именем революции
- Танкист Дудко
- Белая птица
- Во имя жизни
- Крутые берега
- Пропавший без вести
- Сыны Отечества

## Экранизации
В 1976 году на киностудии имени Горького снят художественный фильм «Огненное детство» по повести Г. Мирошниченко «Юнармия». Спустя 10 лет на экраны вышел трёхсерийный фильм «Нас водила молодость…» по мотивам повестей Г. Мирошниченко.

## Награды
Награждён орденом Красной Звезды (1944), медалями «За отвагу» (1942), «За боевые заслуги» (1944), «За оборону Ленинграда», «За победу над Германией» и др.
Звание «Почётный гражданин города Азова», присвоено в 1967 году, первому — выдан диплом № 1.

## Память

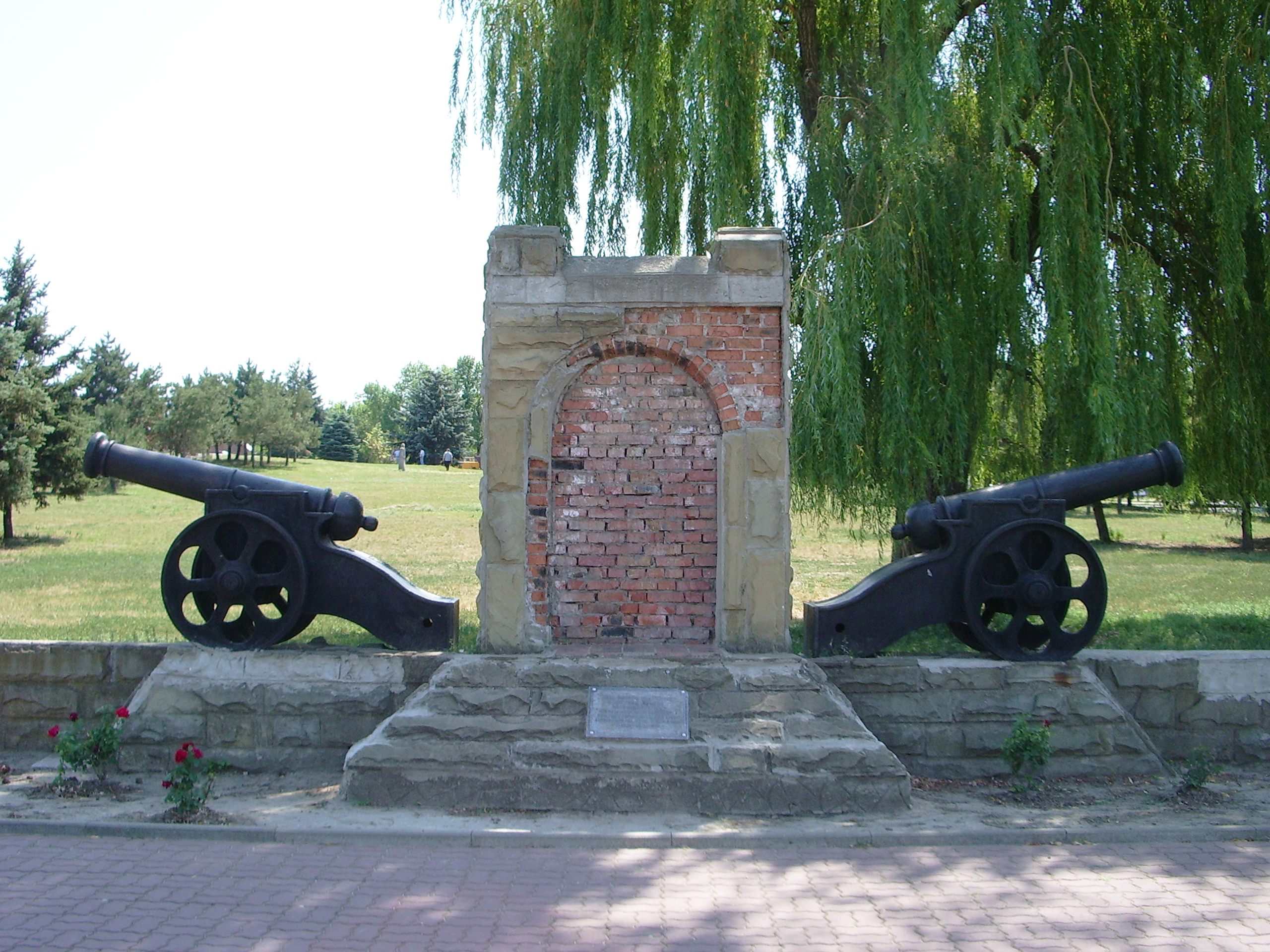
Памятник Г. И. Мирошниченко в Азове

- В родном городе писателя на его могиле за Крепостным валом города Азова на площади у Речного вокзала установлен памятник. Он представляет собой кирпичные ворота с аркой. С двух сторон от памятника установлены муляжи пушек XVIII века.
- Экспонаты, связанные с жизнью и творчеством Г. Мирошниченко, бережно хранятся в музее боевой и трудовой славы школы № 5, которая носит имя другого легендарного выпускника, Героя Советского Союза Маршала Советского Союза, Почётного гражданина г. Невинномысска В. Г. Куликова[4].